# Felipe Carrillo Puerto (Quintana Roo)
Felipe Carrillo Puerto (en maya: Noj Kaaj Santa Cruz) es una ciudad del estado mexicano de Quintana Roo, cabecera del municipio de Felipe Carrillo Puerto, situada en el centro del estado, en la denominada zona maya. Fue fundada por los mayas bajo el nombre de Noj Kaaj Santa Cruz Xbalam Naj, comúnmente conocida como Chan Santa Cruz.
Fue el centro de los mayas cruzo'ob durante la Guerra de Castas y posteriormente conquistada por el ejército mexicano. A principios del siglo XX fue renombrada como Santa Cruz de Bravo por el general Ignacio A. Bravo y fue hasta la década de 1920 la capital del Territorio de Quintana Roo; posteriormente fue cedida de nuevo a los mayas y la capital trasladada a Payo Obispo, hoy Chetumal.
En 1930 recibió su actual nombre, en honor al Gobernador socialista de Yucatán, Felipe Carrillo Puerto. En ella está situado el Santuario de la Cruz Parlante.

## Historia

### Noj Kaaj Santa Cruz Xbáalam Naj
Noj Kaaj Santa Cruz, hoy Felipe Carrillo Puerto, surgió como consecuencia de la Guerra de Castas, donde las primeras derrotas sufridas por los mayas frente al ejército yucateco tuvieron como consecuencia su repliegue hacia lo profundo de la selva del este del entonces estado de Yucatán, los yucatecos habían tomado el que era el cuartel general maya, la población de Kampokolché, por lo que los rebeldes se unieron bajo el mando de José Venancio Pec que había sustituido a José Crescencio Poot, todo ello causaba que los mayas estuvieran en una situación de total declive y necesitaran un nuevo símbolo de unión que les diera fuerza y confianza en su lucha contra los yucatecos, encontraron esto en tres cruces que fueron descubiertas en la corteza de una caoba situada junto a un manantial en las cercanías de Kampokolché. Entre sus posibles orígenes, el más probable que se menciona es que fueron hechas por un mestizo desertor del ejército yucateco, José María Barrera, como una marca para señalizar el manantial, pero los mayas lo consideraron un símbolo milagroso y empezaron a hacer ofrendas a las cruces: Barrera decidió aprovechar la situación y, haciendo tres cruces de madera, convenció a los indígenas de que esas cruces habían descendido del cielo con el fin de apoyar la rebelión contra los yucatecos. La cruz "hablaba" a través de un intérprete de la cruz, el primero de los cuales fue Manuel Nahuat, un indígena ventrílocuo, quien llevaba el mensaje de la cruz a los mayas, por lo que desde entonces fue conocida  como la Cruz Parlante: a partir de ese momento la cruz parlante se convirtió en un símbolo que devolvió la confianza y el espíritu de lucha a los mayas, que a partir de entonces se empezaron a denominar cruzoob o cruces, y atrajeron a otros muchos partidarios. La cruz los convenció de que trataran de recuperar Kampokolché, la atacaron el 4 de enero de 1851 pero fracasaron y fueron rechazados, por ello el lugar donde José María Barrera marcó las tres cruces y había establecido posteriormente las de madera se consolidó como comunidad, tomando el nombre de Noj Kaaj Santa Cruz Xbalam Naj Kampokolché.

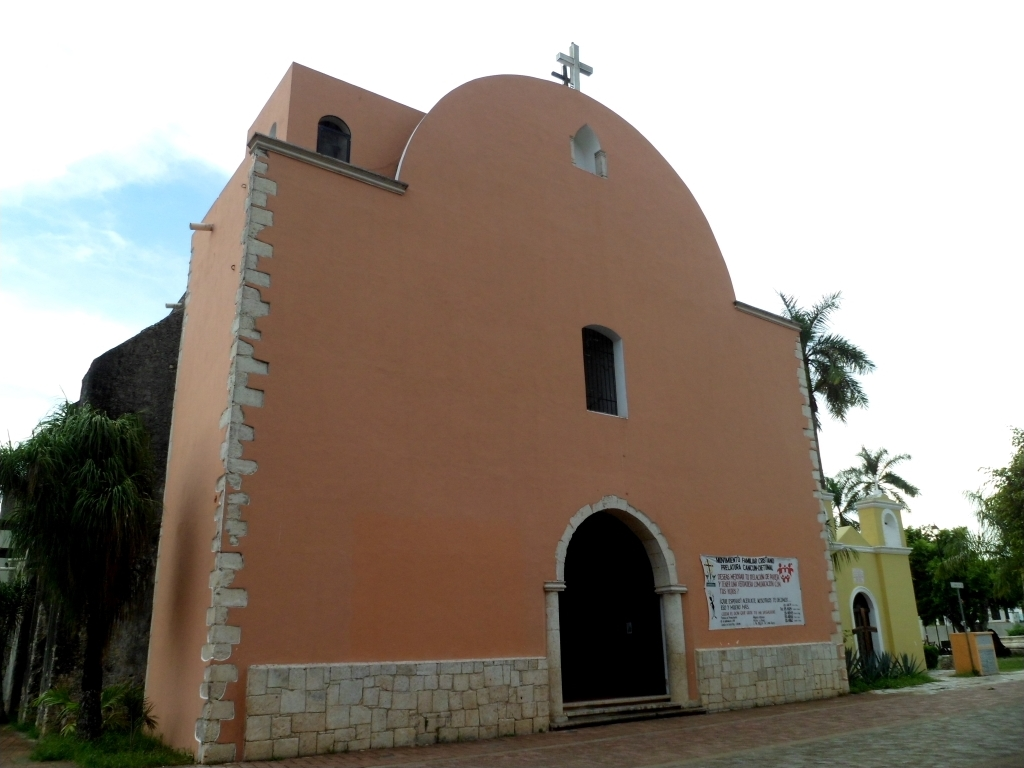
Parroquia de la Santa Cruz, construida a inicios de la ciudad y conocida por la población maya como Xbalam Naj.

Al advertir este hecho, el ejército yucateco decidió acabar con el nuevo culto y el 23 de marzo de 1851 atacó y destruyó completamente Santa Cruz, matando a Manuel Nahuat y llevándose las tres cruces originales, pero esto no terminó con la población, debido a la estrategia que establecieron; como en mayo de 1851 y en febrero y mayo de 1852 los mayas la defendieron fuertemente y cuando se vieron derrotados entonces la abandonaban, entrando los yucatecos en una población desierta y sin nada que atacar o llevarse, al retirarse los hostiles yucatecos, los mayas volvían y restablecían sus actividades habituales, la principal defensa de Santa Cruz fue siempre su clima y entorno natural, al comenzar la temporada de lluvias se hacía imposible cualquier tipo de campaña militar yucateca, lo que les permitía a los mayas su desarrollo y preparación para cuando volvieran los ataques, aun así, Santa Cruz se encontraba permanentemente lista para su defensa. Ante la imposibilidad de derrotarlos, pronto entre los yucatecos se decidió que lo mejor era ignorar a los rebeldes, dejándolos en sus territorios, este hecho permitió aún más la consolidación de Santa Cruz. Esta consolidación llevó al desarrollo y crecimiento de la población, el estableciendo de un gobierno teocrático, encabezado por la cruz parlante a través de una jerarquía constituida por el Patrón de la cruz o Nohoch Tata que era la máxima autoridad, el Tata Polín o intérprete de la cruz y el órgano de la divina palabra que era quien pronunciaba la voz de la cruz, Santa Cruz pronto estableció relaciones cordiales, principalmente comerciales, con Honduras Británica, actualmente Belice, siendo esta ciudad, su principal fuente de abastecimiento; de Honduras Británica llegaron huyendo también un centenar de inmigrantes chinos, que fueron aceptados por los mayas y pronto se asimilaron completamente a la población.
Con la llegada al poder de Porfirio Díaz en 1876, este resolvió pacificar finalmente la zona, implicando con ello la derrota de los mayas rebeldes, que prácticamente ya gozaban de una completa independencia y de un prolongado periodo de paz, para lograrlo resolvió establecer definitivamente la frontera con Honduras Británica, el año de 1893 México y el Reino Unido firmaban el tratado denominado Mariscal-Spencer, por haber sido firmado por sus representantes Ignacio Mariscal y Spencer St. John, que fijó lo que hoy es la Frontera entre Belice y México, el artículo segundo de este tratado establece que los ingleses se comprometen a dejar de proporcionar armas a los mayas, y por el tercero ambos estados se obligan a combatir a los indígenas que ataquen el territorio vecino, señalando esto el inicio del declive de Chan Santa Cruz.
La campaña militar final comenzó en octubre de 1899 cuando llegó como nuevo jefe a la zona militar el general Ignacio A. Bravo con la misión de tomar Santa Cruz e incorporar lo que hoy es Quintana Roo definitivamente a México, Bravo dividió su ofensiva en un doble ataque, uno por tierra desde Peto, Yucatán encabezado por él mismo, el general José María de la Vega y el coronel Victoriano Huerta; y el segundo desde el mar, encabezado por el contralmirante Ángel Ortiz Monasterio, avanzando desde Peto, el último enfrentamiento entre el ejército mexicano y los cruzoob se llevó a cabo el 23 de marzo de 1901 a 24 kilómetros de Santa Cruz, Bravo siguió avanzando lentamente fortificando las poblaciones que iba tomando y finalmente el 3 de mayo de 1901 el ejército entró en Santa Cruz, que ya había sido abandonada por los mayas y se encontraba complemente desierta. Los mayas estaban dispersos en otros pueblos de la selva, Bravo resolvió atacarlos y pronto fueron derrotados, el 1 de julio de 1901 el gobierno de Porfirio Díaz dio por oficialmente terminada la Guerra de Castas.

### Santa Cruz de Bravo

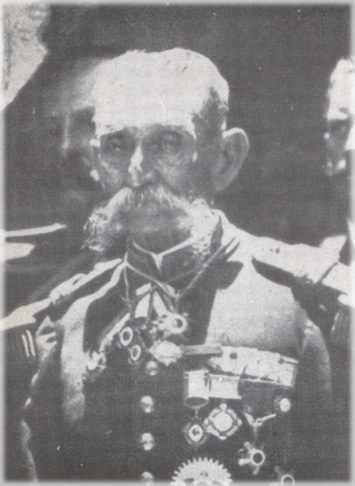
Ignacio A. Bravo.

Tras tomar Noj Kaaj Santa Cruz, Ignacio A. Bravo estableció en ella su cuartel general, al lado del que había sido el templo de la cruz parlante, y renombró a la población como Santa Cruz de Bravo y pronto se comenzaron a realizar obras con el fin de establecer la población, como el establecimiento de agua potable, alumbrado público y telégrafo, pero la principal obra fue la vía de ferrocarril que comunicó Santa Cruz de Bravo con el puerto de Vigía Chico en la Bahía de la Ascensión, además, el 24 de noviembre de 1902 por un decreto del Congreso de la Unión fue creado el Territorio federal de Quintana Roo, separándolo del estado de Yucatán y señalándose a Santa Cruz de Bravo como su capital. Para el desarrollo del territorio, Bravo creó lo que fue denominado como el Cuerpo de operarios, que en realidad era un grupo de prisioneros políticos, opuestos al gobierno de Porfirio Díaz, que eran deportados a Quintana Roo y condenados a trabajos forzados, ellos fueron la principal mano de obra que transformó a Santa Cruz de Bravo e inició la explotación de recursos como el chicle, muchos de sus integrantes murieron debido a la explotación y al clima, para 1907 Santa Cruz de Bravo se había consolidado como población, manteniendo comunicación telegráfica y por ferrocarril y barco con el resto del país, quedando ya prácticamente nada de la antigua ciudad sagrada de los mayas.
Ignacio A. Bravo permaneció en el poder hasta 1912, año en que tras la victoria de la Revolución mexicana llegó como gobernador el general Manuel Sánchez Rivera, quien encontró a Santa Cruz de Bravo en un estado deplorable y sin recursos, Sánchez Rivera liberó a los prisioneros de la colonia de operarios y trato de introducir en el territorio las reformas revolucionarias, sin embargo la continua inestabilidad política no permitió ningún tipo de desarrollo, finalmente, en 1915 el general Salvador Alvarado gobernador de Yucatán y comandante militar de la zona que también incluía a Quintana Roo, fiel a sus principios revolucionarios, resolvió devolver Santa Cruz de Bravo a los mayas, para tal efecto la entregó formalmente a los jefes mayas Guadalupe Tun y Sil May y dio un plazo de ocho días a toda la población no maya para trasladarse a Payo Obispo, hoy Chetumal, nueva capital del territorio, además ordenó el retiro total del ejército mexicano de la zona. Tras tener cerca de cuatro mil habitantes en el momento de su entrega a los mayas, Santa Cruz de Bravo quedó completamente desierta, los mayas no la volvieron a habitar completamente, fue hasta cuatro años después cuando finalmente estos resolvieron volver a poblarla.
Poco a poco los mayas comenzaron a retornar a Santa Cruz, los más tradicionalistas se negaron al considerar que la ciudad había sido permanentemente profanada, pero los que volvieron lo hicieron encabezados por un nuevo líder, , May ordenó que fuera borrada todo signo de la presencia blanca en Santa Cruz, así fue destruida la cisterna pública, incendiados y descarrilados los carros de ferrocarril y destruidas las vías, así como las líneas telegráficas y telefónicas, quedando completamente aislada, sin embargo esto no convenció a los tradicionalistas, que no consintieron que la cruz parlante volviera a su antiguo templo y se la llevaron a un nuevo santuario. May posteriormente visitó la Ciudad de México en compañía del gobernador del territorio, Octaviano Solís, en donde fue reconocido como general de los mayas y a cambio el reconocía al gobierno de México. Durante el gobierno de May, Santa Cruz tenía una población variable entre 200 y 400 habitantes, que se dedicaban a la explotación del chicle y al cultivo del maíz, no quedaba nada de las antiguas calles, siendo sustituida por veredas y todo era cubierto por la vegetación tropical, el antiguo templo de la cruz estaba completamente destruido, junto a sus ruinas Francisco May mandó construir en 1927 la capilla que existe hasta el día de hoy.
En 1929 el precio mundial del chicle sufrió una seria caída y con él la economía de Quintana Roo, afectando principalmente la autoridad de Francisco May, que se vio obligado a aceptar definitivamente el control del gobierno federal, 2 de junio de 1929 el gobernador del territorio, José Siurob y May firmaron un nuevo tratado que incorporó definitiva y plenamente a Santa Cruz en la vida nacional, quedando desde entonces una guarnición del ejército, y se estableció que las instituciones públicas de la república serían las únicas que se ejercería en Santa Cruz, principalmente en el ramo de justicia, antes administrada libremente por May.

### Felipe Carrillo Puerto

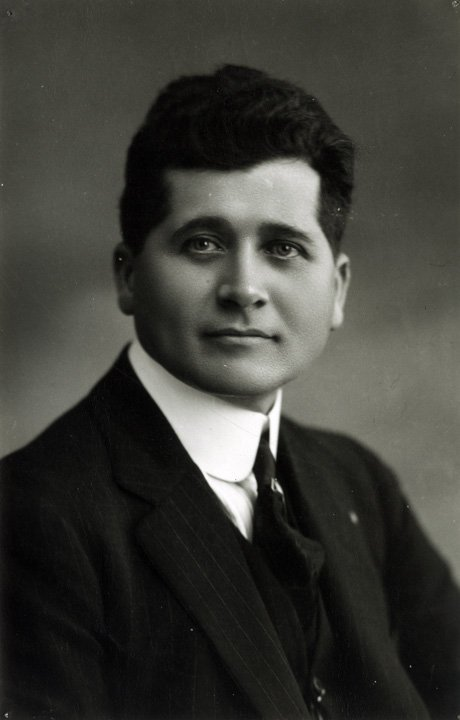
Felipe Carrillo Puerto.

La reincorporación de la antigua Santa Cruz como parte integrante de Yucatán se dio el 14 de diciembre de 1931, cuando el Congreso de la Unión suprimió el Territorio de Quintana Roo, repartiendo su territorio entre Yucatán y Campeche, Santa Cruz de Bravo quedó incluida en el estado de Yucatán, constituyendo con todo el territorio que era hasta ese momento de Quintana Roo uno de los municipios de Yucatán, a este municipio por un decreto del 14 de enero de 1932 el Congreso de Yucatán lo denominó únicamente Santa Cruz, suprimiendo la referencia a Ignacio A. Bravo, aunque la localidad se siguió llamando de la misma manera, hasta que finalmente el presidente municipal Alvarado Vivas Marfil, señalando que el nombre de Santa Cruz de Bravo solo traía malos recuerdos tanto a mayas como a mestizos por su recuerdo de la guerra de castas, de Ignacio A. Bravo y la colonia de operarios, propuso que población y municipio recibieran el nombre de Felipe Carrillo Puerto en honor del gobernador socialista de Yucatán, uno de los primeros en luchar por el desarrollo de los mayas, el 1 de agosto de 1934 un nuevo decreto de la legislatura yucateca sancionó dicho cambio.
En enero de 1935 quedó restablecido el Territorio de Quintana Roo, el nuevo gobernador, Rafael E. Melgar, visitó Felipe Carrillo Puerto, ahí transformó el templo de la cruz construido por Francisco May en la Escuela Federal 20 de febrero y prometió la instalación de electricidad, agua potable y la reconstrucción del ferrocarril, únicamente la escuela llegaría a consolidarse, a la que posteriormente se le agregó un internado destinado a la educación de los mayas de la región y que comenzó a funcionar en 1940. Pronto un nuevo auge de producción chiclera atrajo población y desarrollo hacia Felipe Carrillo Puerto, que sin embargo seguía siendo en su mayor parte un campamento con unas cuantas calles rodeadas por la selva, pero el comercio fue el principal factor de desarrollo, el internador abierto en 1940 funcionó apenas dos años, siendo cerrado en 1942 aunque continuó la construcción de otras escuelas, con el cierre de la escuela y el internado el antiguo templo de la cruz quedó de nuevo vació, finalmente en 1945 fue oficialmente otorgado a la iglesia católica para abrirlo formalmente al culto, permaneciendo así hasta el día de hoy. Finalmente, el último gran impulso para el desarrollo de la población fue la llegada de las carreteras, que la enlazaron con Chetumal y con Peto, rompiendo así su tradicional aislamiento, esto tuvo consecuencias económicas, pues los productos se abarataron enormemente, facilitando así su acceso a la población, ante ello mucha gente de pequeños pueblos de la selva comenzó a trasladarse y establecerse en Felipe Carrillo Puerto, así como de otras partes del estado y del país, muchas de ellas llegaron para establecer instituciones como escuelas, oficinas de gobierno y agencias de correo y telégrafo, la antigua escuela que estuvo en el templo fue sustituida en 1957 por la Escuela Moisés Sáenz y frente al Templo de la Santa Cruz fue construido el edificio de la Presidencia Municipal. El 31 de mayo de 1975 el código municipal del nuevo estado de Quintana Roo estableció que Felipe Carrillo Puerto sería la cabecera del municipio del mismo nombre, uno de los siete municipios originales del estado.

## Localización y demografía
Felipe Carrillo Puerto se localiza en la zona central del estado de Quintana Roo, siendo sus coordenadas geográficas 19°34′43″N 88°02′43″O / 19.57861, -88.04528 y a una altitud de 30 metros sobre el nivel del mar, la distancia que la separa de la capital del estado la ciudad de Chetumal es de 159 kilómetros hacia el sur y del centro turístico de Cancún de 229 kilómetros hacia el norte, así mismo se encuentra a 150 kilómetros al este de la ciudad de Peto, en el estado de Yucatán. Sus principales vías de comunicación son las carreteras, siendo un importante centro de comunicación carretera al converger en ella tres carreteras federales. La principal es la Carretera Federal 307 que la une al norte con Cancún y hacia el sur con Chetumal, es también uno de los extremos de la Carretera Federal 184 que la comunica hacia el oeste con la población de José María Morelos y luego con el estado de Yucatán, principalmente con su capital, Mérida; finalmente la tercera carretera que tiene su origen en Carrillo Puerto es la Carretera Federal 295, que hacia el noroeste comunica con la zona interior de Quintana Roo, principalmente con las poblaciones de Tihosuco y de Tepich, continuando hacia el estado de Yucatán, uniendo a las ciudades de Valladolid y Tizimín.
De acuerdo con los resultados del Censo de Población y Vivienda de 2020 realizado por el Instituto Nacional de Estadística y Geografía, la población total de la ciudad de Felipe Carrillo Puerto es de 30 754 habitantes.